# Larry Bird
Vous lisez un « article de qualité » labellisé en 2012.
Pour les articles homonymes, voir Bird.
Larry Joe Bird, parfois surnommé « Larry Legend » ou « Gold Hand », est un joueur, entraîneur et dirigeant américain de basket-ball né le 7 décembre 1956 à West Baden Springs, dans l'Indiana.
Considéré comme l'un des meilleurs joueurs du cinquantenaire de la NBA selon un vote effectué en 1996, sa rivalité avec Magic Johnson est un des facteurs du renouveau de la NBA, renouveau qui se prolonge ensuite avec l'avènement de Michael Jordan. Il inscrit à son palmarès trois titres de champion NBA (National Basketball Association) avec les Celtics de Boston, et une médaille d'or olympique obtenue avec la Dream Team aux Jeux olympiques de Barcelone.
Larry Bird est distingué à trois reprises du titre de meilleur joueur de la ligue (NBA Most Valuable Player Award) et, à deux reprises, du titre de meilleur joueur des finales NBA (NBA Finals Most Valuable Player Award). En 1998, il est introduit au Basketball Hall of Fame, le Temple de la renommée du basket-ball, et en 2010, figure une seconde fois au palmarès de celui-ci en qualité de membre de la Dream Team.
À l'issue de sa carrière de joueur, Larry Bird effectue une courte carrière d'entraîneur, récompensée du titre d'entraîneur de l'année, NBA Coach of the Year, en 1998, et atteignant les Finales NBA en 2000.
En 2012, il est désigné NBA Executive of the Year, meilleur dirigeant de la NBA, devenant la première personne dans l'histoire de la ligue à avoir reçu les prix de meilleur joueur de la saison, d'entraîneur de l'année, et de dirigeant de l'année.

## Biographie

### Naissance et jeunesse
Larry Joe Bird naît le 7 décembre 1956 à West Baden Springs, dans l'Indiana et grandit à French Lick, petite ville d'environ 2 000 habitants dans le sud de l'État, ce qui lui a valu le surnom de « The Hick from French Lick » dans sa carrière de basket-ball professionnel. Il est le fils de Georgia (née Kerns le 2 juin 1930 dans le Comté de Dubois - décédée le 8 octobre 1996 à West Baden Springs) et Claude Joseph "Joe" Bird (né le 21 septembre 1926 - décédé le 3 février 1975 à French Lick) et est le quatrième d'une fratrie de six enfants : Mike, Mark, Linda, Larry, Feff et Eddie. Sa mère, qui occupe un poste de serveuse, finit d'élever seule ses enfants : son mari, un ouvrier, se suicide avec une arme à feu en 1975, alors que Larry a dix-huit ans,. C'est un descendant d'Irlandais ; ses ancêtres (septième génération), Thomas Lindley (né le 25 avril 1706 à Carlow en Irlande) et Ruth Hadley (née le 6 avril 1712 dans le Comté de Westmeath en Irlande) ont émigré dans le Comté d'Orange en Caroline du Nord où ils sont décédés tous les deux respectivement le 14 octobre 1781 et le 14 décembre 1785.
Il est scolarisé à la Springs Valley Community Schools, qui est située South Larry Bird Boulevard,.
Il effectue ses premiers matchs en high school au Springs Valley High School alors qu'il est sophomore, ou deuxième année : il dispute alors deux matchs, pour un total de 8 points. La saison suivante, il dispute 22 matchs et sa moyenne atteint désormais 16 points par rencontre. Lors de sa dernière saison, il inscrit 764 points, 30,6 de moyenne, 516 rebonds et 107 passes avec comme meilleure performance 55 points. Avec son école, il inscrit au total 1 125 points, soit une moyenne de 22,9, capte 741 rebonds et délivre 248 passes en 49 rencontres.

### Carrière universitaire
Ses performances en lycée lui permettent de recevoir une offre pour rejoindre l'université de l'Indiana dont les Hoosiers de l'Indiana sont dirigés par Bobby Knight. Toutefois, il ne joue pas avec cette équipe : passer d'une ville d'un peu plus de 2 000 habitants à un campus regroupant plus de 33 000 étudiants est un changement trop important pour ce jeune joueur de dix-sept ans et Bird retourne à la maison après moins d'un mois. Il occupe alors un emploi communal.
En 1975, il retrouve le monde universitaire : il rejoint les Sycamores d'Indiana State de l'université d'État d'Indiana. Il ne peut toutefois pas jouer lors de cette saison 1975-1976, son changement d'université le plaçant alors sous le statut de redshirt. En son absence, les Sycamores terminent cette saison avec un bilan de 13-12. Pour sa première saison, en 1976-1977, il termine avec des statistiques de 32,8 points, 13,3 rebonds, ce qui se traduit par 918 points, 373 rebonds et 124 passes en 28 matchs (25 victoires, 3 défaites). La saison se termine par une défaite d'un point face à Houston au premier tour du National Invitation Tournament. Durant l'été, il remporte la médaille d'or des championnats du monde universitaires en battant l'URSS 87 à 68. Les États-Unis terminent la compétition invaincus avec un bilan de huit victoires en huit rencontres.
La saison suivante, les Sycamores terminent avec un bilan de 23-9. Bird inscrit 959 points, capte 369 rebonds et délivre 124 passes en 32 rencontres. Malgré son statut de junior, Red Auerbach le choisit en juin à la sixième position de la draft 1978.
Lors de sa dernière saison universitaire, en 1978-1979, Bird conduit son équipe à la victoire lors du tournoi de la Missouri Valley Conference, puis à une participation au tournoi final de la National Collegiate Athletic Association (NCAA). C'est la première fois de son histoire que l'école dispute le tournoi final de la Division I du championnat de la NCAA. Lors de celui-ci, les Sycamores éliminent Virginia Tech puis Oklahoma et enfin Arkansas en finale régionale pour se qualifier pour le Final Four, disputé à Salt Lake City. Lors de celui-ci, ils s'imposent 76 à 74 face à DePaul et obtiennent le droit de disputer le titre national. Ils sont alors invaincus sur la saison avec un bilan de 33 victoires.
La finale oppose donc une équipe qui dispute son premier tournoi final de Division I aux Spartans de Michigan State, équipe réputée de la Big Ten Conference, l'une des conférences les plus compétitives du pays. C'est également l'affrontement entre deux joueurs qui possèdent un talent énorme, sont de grands passeurs et possèdent un grand esprit de compétition : Larry Bird et Magic Johnson. Par contre, sur d'autres critères, tout les oppose : l'un est blanc, l'autre noir ; Magic est expansif alors que Bird communique peu. De plus, Bird évoluant dans une petite université, il est alors un joueur réputé dans la presse locale mais que très peu d'Américains ont eu la possibilité de voir jouer. En effet, les Sycamores ont joué pour la première fois devant la télévision nationale lors de leur vingt-sixième victoire de la saison, face à Wichita State.
Cette finale, avec une audience de 24,1 sur l'échelle de Nielsen, est l'événement de basket-ball qui a connu la plus grande audience aux États-Unis, puisqu'environ un quart des Américains se sont rassemblés devant leur télévision. Michigan s'impose sur le score de 75 à 64 grâce aux 24 points de Magic Johnson. Bird est lui limité à un 7 sur 21 aux tirs, pour un total de 19 points et seulement deux passes décisives. C'est le pire match de sa carrière universitaire à cause d'un pouce cassé mais surtout à une bonne défense sur lui.
Les statistiques de Larry Bird sur sa dernière saison sont de 973 points, 28,6 de moyenne, 505 rebonds, 14,9 par match et 187 passes. Sur l'ensemble de sa carrière universitaire, il a disputé 94 rencontres, inscrit 2 850 points, capté 1 247 rebonds et délivré 434 passes. Il est le meilleur marqueur de l'histoire de son école, possède la meilleure moyenne avec 30,3, le meilleur total de rebonds et la meilleure moyenne avec 13,3.

### Carrière en NBA

#### Draft et débuts avec les Celtics de Boston

##### Draft et première saison NBA
Larry Bird est sélectionné en sixième position de la draft en 1978 par les Celtics de Boston. Toutefois, Bird jouant en 1978-1979 sa dernière saison en NCAA, Boston doit signer avec Bird avant la draft suivante pour conserver ses droits sur le joueur. Lors des négociations entre Red Auerbach et Bob Woolf, l'agent de Bird, celui-ci demande un contrat d'un million de dollars. Red Auerbach refuse cette proposition en argumentant qu'un ailier ne peut pas dominer un match, au contraire d'un pivot ou parfois d'un meneur ou d'un arrière,. Finalement, Bird signe alors un contrat de 650 000 dollars par saison, ce qui constitue alors le plus gros contrat de l'histoire pour un rookie,.
Dès son arrivée dans la franchise de Boston, l'impact de Larry Bird est immédiat. Il permet aux Celtics, qui restent sur un bilan de 29 matchs gagnés pour 53 matchs perdus, de réaliser le meilleur bilan de la ligue. En effet, Boston obtient 61 victoires en saison régulière et ne concède que 21 défaites, ce qui constitue alors le troisième meilleur bilan de l'histoire de la franchise, derrière les 68-14 de la saison 1972-1973 et 62-18 de la saison 1964-1965. Avec 21,3 points et 10,4 rebonds par rencontre, Larry Bird est déjà le meilleur marqueur et rebondeur de son équipe. Dès sa première saison, il reçoit ses premières récompenses individuelles : il est désigné meilleur joueur du mois de février,remporte le titre de NBA Rookie of the Year et est élu dans le meilleur cinq des débutants (NBA All-Rookie Team) ; il fait également partie du premier cinq NBA (All-NBA First Team) dont les quatre autres joueurs sont Kareem Abdul-Jabbar, Julius Erving, George Gervin et Paul Westphal. Plus tôt dans la saison, il est sélectionné dans l'équipe de la conférence Est pour le All-Star Game qui se déroule le 3 février 1980 dans le Maryland. Son adversaire de la finale NCAA de l'année précédente, Magic Johnson, est également présent dans l'équipe de la conférence Ouest. La sélection de la conférence Est l'emporte 144 à 136 après prolongation.
En playoffs, Bird et les Celtics sont éliminés par les Sixers de Philadelphie en finale de conférence Est quatre matchs à un.

##### Premier titre NBA

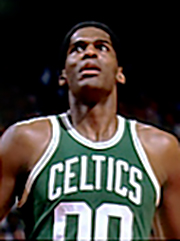
Robert Parish rejoint les Celtics en 1980.

La draft 1980 marque un tournant dans l'histoire des Celtics. Grâce à un échange avec les Warriors de Golden State, la franchise de Boston récupère Robert Parish et Kevin McHale formant le premier Big Three de l'histoire des Celtics.
Au milieu de la saison NBA 1980-1981, les Celtics réussissent une série de 25 victoires en 26 rencontres, bien emmenés par Bird qui marque en moyenne 28 points par match. Avant le NBA All-Star Game 1981, où il est une nouvelle fois sélectionné, Bird se blesse à la cuisse après un choc avec le genou de Darryl Dawkins. Malgré cette blessure, il ne manque pas une rencontre.
Les playoffs de la saison NBA 1981 marquent le retour des Celtics au sommet de la NBA. Larry Bird est un joueur clef de l'effectif. L'apport des deux joueurs intérieurs permet une variation entre jeu intérieur et extérieur dont il bénéficie. À la suite de leur première place en saison régulière, les Celtics sont exemptés de premier tour et attendent leur adversaire. Les Bulls de Chicago s'avancent en adversaires de Boston après avoir battu les Knicks de New York. Les Celtics dominent largement les Bulls par quatre victoires à zéro. Lors du quatrième match, Bird est décisif en inscrivant cinq points en moins de 40 secondes.
Ils sont ensuite opposés aux Sixers de Philadelphie lors d'une revanche de la précédente finale de conférence. Julius Erving, MVP de la saison régulière, contribue à la victoire des Sixers sur le parquet du Boston Garden lors du match 1. Chaque équipe gagne ensuite dans sa salle et Boston se retrouve mené trois victoires à une. Dans le cinquième match de la série, les Celtics sont menés de six points à 1 minute51 du terme de la rencontre. Ils reviennent et gagnent la partie 111 à 109. À nouveau dominée, cette fois-ci de 17 points, l'équipe de Boston gagne 100 à 98 à l'extérieur le sixième match et s'offre une rencontre décisive au Garden. Larry Bird réussit dans les dernières minutes du match 7 deux interceptions décisives et inscrit même le panier décisif permettant aux Celtics de gagner la rencontre 91 à 90,.
En finale NBA, la franchise de Bird est opposée aux Rockets de Houston. Durant le premier match de cette série, Bird réalise ce que Red Auerbach qualifiera de « plus belle action qu'[il ait] jamais vue », : il tente un tir depuis le côté droit du terrain mais aussitôt il voit que son tir est manqué ; il anticipe alors le rebond et se déplace rapidement vers le fond du terrain. Dans sa course, il capte le ballon de la main droite mais, toujours en l'air, il se trouve maintenant dans l’impossibilité de tirer de cette main, la planche lui interdisant le tir et il ne peut se laisser retomber au sol, étant désormais derrière la ligne de fond. Il passe alors la balle dans sa main gauche puis lance le ballon vers le panier, le ballon franchissant l'arceau. Les Celtics remportent finalement cette première manche sur le score de 98 à 95. Les Rockets, dont le joueur majeur est Moses Malone, égalisent en s'imposant, toujours sur le parquet du Boston Garden, 92 à 90 lors du deuxième match. Boston reprend aussitôt l'avantage du terrain en s'imposant à Houston sur le score de 94 à 71 puis voit les Rockets égaliser de nouveau après une victoire 91 à 86. Boston s'impose sur son parquet lors du cinquième match. Lors de la sixième rencontre, les Rockets reviennent à trois points à 1 minute51 après avoir été menés de 17 points. Larry Bird reçoit alors une balle de Nate Archibald et réussit un tir à trois points qui met un terme définitif aux espoirs des joueurs de Houston, la rencontre se soldant finalement sur le score de 102 à 91,.

##### 1982 et 1983: Domination des Sixers en playoffs de la conférence Est
Lors de sa troisième saison dans la ligue, les Celtics terminent de nouveau avec le meilleur bilan de la NBA avec 57 victoires pour 25 défaites. En février, il est désigné meilleur joueur du All-Star Game 1982 lors d'une victoire 120 à 118 de son équipe. Lors de cette rencontre, il inscrit 19 points à 7 sur 12 aux tirs, capte 12 rebonds, délivre 5 passes, réussit une interception et un contre. Lors des playoffs, les Celtics s'imposent quatre à un face aux Bullets de Washington. En finale de conférence, ils sont ensuite opposés aux Sixers comme lors des deux saisons précédentes. Après une première victoire des Celtics au Boston Garden, les Sixers enchaînent trois victoires pour mener la série par trois à un. De retour à Boston, les Celtics l'emportent 114-85 et les supporters, persuadés que la série, comme celle de 1981, se décidera lors de la septième manche, donne rendez-vous aux Sixers par un « See you Sunday ». Les Celtics sont proches de renouveler cet exploit en s'imposant 88 à 75 à Philadelphie. Toutefois, lors du match sept, les Sixers s'imposent sur le score de 117 à 105, et les supporters des Celtics changent leur clameur au profit d'un « Beat LA », slogan qui est exprimé pour la première fois et qui deviendra un standard dans les années futures. Lors de ces playoffs, Bird inscrit 17,8 points, capte 12,5 rebonds, deuxième moyenne des playoffs derrière Moses Malone, 5,6 passes (huitième), 1,9 interception (sixième) en 40 minutes 8 secondes, troisième moyenne de temps.
En 1983, Boston, deuxième bilan de la division atlantique derrière les Sixers, doit disputer le premier tour des séries éliminatoires face aux Hawks d'Atlanta. Après une victoire deux à un, ils sont opposés en demi-finale de conférence aux Bucks de Milwaukee : ils subissent alors ce qui est le premier et le seul sweep (défaite quatre à zéro) des Celtics durant la période où évolue Larry Bird. Bird termine onzième marqueur de la ligue avec 23,6 points, neuvième avec onze prises du classement des rebondeurs et dix-septième du classement des passeurs avec 5,8 unités par rencontre. Il est également onzième au classement des interceptions avec une performance de 1,9.
En 1983, la NBA instaure un salary cap, plafond salarial destiné à limiter la masse salariale des franchises, ce qui n'existe alors dans aucune des grandes ligues américaines. Celui-ci ne doit prendre effet que pour la saison 1984-1985. Toutefois, la NBA définit quelques exceptions qui permettent de dépasser ce plafond. La plus connue d'entre elles, officiellement nommée Qualifying veteran free agents, est appelée Larry Bird Exception : celle-ci permet à une franchise de pouvoir dépasser son plafond salarial en re-signant l'un de ses propres joueurs. Elle porte le nom de Larry Bird car elle aurait été introduite dans le but de permettre aux Celtics de pouvoir le re-signer, Bird devant être agent libre à l'issue de la saison 1983-1984. Mais le contrat de Bird est finalement renouvelé lors de l'été 1983 et n'est donc pas soumis au salary cap : ce contrat de 12,6 millions de dollars porte sur sept ans.

#### Rivalité avec les Lakers de Los Angeles

##### Deuxième titre NBA
Les Celtics connaissent alors quelques changements : ils changent de propriétaire au profit d'un groupe mené par Don Gaston. Sur le plan sportif, l'équipe est confiée à un ancien joueur de la franchise, K.C. Jones. Elle retrouve le premier rang de la ligue en terminant avec le meilleur bilan, 62 victoires pour 20 défaites. Bird termine au premier rang au pourcentage de lancers francs réussis avec 88,8 % et figure dans le top 10 du classement des marqueurs — septième avec 24,2 — et des rebondeurs — dixième avec 10,1 — et présente une moyenne de 6,6 passes. Il présente également une moyenne de 1,8 interception soit un total de 144, terminant également dixième de la ligue dans ce classement. Après deux élections au titre de meilleur joueur de la semaine durant les mois de février et mars, Bird reçoit son premier titre de NBA Most Valuable Player, meilleur joueur de la ligue, après trois places de deuxième dans les votes des trois années précédentes – derrière Julius Erving en 1981 et Moses Malone en 1982 et 1983. Il est également présent dans le meilleur cinq de la NBA et dans le second cinq défensif, NBA All-Defensive Second team, où c'est sa troisième présence consécutive. Lors des playoffs – qui sont désormais disputés par seize équipes – les Celtics éliminent les Bullets de Washington par trois à un puis éliminent les Knicks de New York lors de la septième manche le 13 mai 1984 sur le score de 121 à 104. Les Celtics obtiennent le droit de disputer la finale en prenant leur revanche sur les Bucks sur le score de quatre à un. Après la finale NCAA de 1979, Bird et Magic Johnson doivent de nouveau s'affronter pour un titre, l'équipe de Johnson, les Lakers de Los Angeles, s'imposant à l'Ouest face aux Suns de Phoenix sur le score de quatre à deux.
Pour la première finale NBA opposant les deux joueurs, les Lakers s'imposent à Boston lors du premier match de la série, puis mènent de deux points lors du match suivant avant que Gerald Henderson n'intercepte une passe de James Worthy vers Byron Scott pour égaliser et permettre à son équipe de jouer la prolongation. Celle-ci est finalement remportée par les Celtics 124-121. Larry Bird déclare ensuite que cette interception a changé le cours de la série : celle-ci se serait terminée sur un sweep, selon lui, en cas de victoire des Lakers. Les deux rencontres suivantes, disputées en Californie, voient les Lakers s'imposer nettement, 137 à 104 avec un triple double de Magic (14 points, 11 rebonds, 21 passes), puis les Celtics égaliser grâce à une victoire 129 à 124 malgré un deuxième triple double de Magic, (20 points, 11 rebonds, 17 passes), Bird réussissant pour sa part 29 points et 21 rebonds. Cette rencontre, très engagée, voit Kevin McHale faire une faute violente sur Kurt Rambis lors d'une contre-attaque puis Bird et Kareem Abdul-Jabbar s'affronter verbalement quelques minutes plus tard à la suite d'une lutte au rebond. Lors du cinquième match, disputé dans une chaleur étouffante à Boston, Bird réussit 34 points à 15 sur 20, capte 17 rebonds en 42 minutes et est, selon l'entraîneur adverse Pat Riley, le facteur clé de la victoire de son équipe sur le score de 121 à 103. Après un sixième match remporté par les Lakers 119 à 108 — malgré 28 points, 14 rebonds et 8 passes de Bird — les deux équipes sont de nouveau à égalité, la décision devant donc se faire lors de la septième manche disputée au Boston Garden. C'est la treizième fois qu'une finale NBA se décide lors de la septième et ultime manche, la quatrième fois lors d'une confrontation Lakers-Celtics. Lors de celle-ci, Cedric Maxwell, joueur de Boston et MVP des finales 1981, réalise un grand match comme il l'avait annoncé avant la rencontre : 24 points, 8 rebonds et 8 passes. Les Celtics mènent 99 à 85 à 7 minutes 50 du terme puis les Lakers reviennent à trois points à 1 minute 14. À la suite d'une perte de balle de Magic Johnson, les Celtics inscrivent 2 points puis Bird ajoute 4 points sur lancer-franc dans les 45 dernières secondes pour remporter son deuxième titre NBA. Avec des moyennes sur la série de 27,4 points et 14 rebonds, Bird obtient son premier titre de meilleur joueur des finales, NBA Finals Most Valuable Player Award.

##### Revanche des Lakers
La moyenne de points de Larry Bird en saison régulière progresse lors de la saison suivante : elle atteint 28,7 points, ce qui fait de lui le deuxième de la NBA derrière Bernard King. Il est également huitième du classement des rebonds avec 10,5, dix-neuvième du classement des passeurs avec 6,6 passes. Son pourcentage de 88,2 le place en sixième position du classement des lancer-francs et il se classe deuxième au pourcentage à trois points avec 42,7 % derrière Byron Scott. Ces performances lui permettent d'obtenir son deuxième titre de meilleur joueur de la ligue devant Magic Johnson : durant ce vote, 73 des 78 votants lui attribuent la première place. Durant le mois de mars, dont il est désigné meilleur joueur, il reprend à Kevin McHale le meilleur total de points inscrit par un joueur des Celtics avec 60 points — 22 sur 36 aux tirs 15 sur 16 aux lancer-francs — inscrits lors d'une victoire 126 à 115 face aux Hawks d'Atlanta. McHale l'avait dépossédé neuf jours plus tôt, passant l'ancien record de 53 points de Bird à 56.
Lors de son premier tour de playoff, Boston est opposé aux Cavaliers de Cleveland dirigés par un jeune entraîneur George Karl. Après deux victoires 126 à 123 — 40 points de Larry Bird — et 108 à 106, les Cavaliers s'imposent de sept points sur leur parquet. Larry Bird est absent de cette rencontre en raison d'une blessure au coude droit ayant entraîné la présence d'éclats d'os. Il fait son retour sur les parquets lors du match suivant où il inscrit 34 points dans une victoire 117 à 115. Lors de la série suivante les opposant aux Pistons de Détroit, les Celtics s'imposent lors des deux premiers matchs puis les joueurs de Détroit égalisent, Bird réalisant un 18 sur 43 sur ces deux derniers matchs. Lors du match suivant, il réussit sa meilleure performance en termes de points en playoffs avec 43, dont 17 lors du dernier quart-temps pour donner la victoire, 130 à 123, et l'avantage à son équipe. Les Celtics s'imposent de nouveau lors du match suivant 123 à 113 pour rejoindre les Sixers en finale de conférence. Celle-ci est dominée par les Celtics qui s'imposent quatre victoires à une pour retrouver en finale les Lakers, vainqueurs des Nuggets de Denver par quatre à un.
La finale commence par une victoire surnommée Memorial Day Massacre, en référence à un massacre ayant eu lieu le 30 mai 1937 à Chicago : menant de quatorze points après le premier quart-temps, puis de trente à la mi-temps, les Celtics s'imposent 148 à 114 dans une rencontre où Kareem Abdul-Jabbar ne réussit que 12 points et 3 rebonds et où Magic Johnson capte un seul rebond. Kareem Abdul-Jabbar, lors de la séance de vidéo du lendemain, se rend auprès de chacun de ses coéquipiers pour s'excuser de sa contre-performance. La deuxième manche est remportée par les Lakers 109 à 102, ce qui leur permet de repartir à Los Angeles avec la possibilité de remporter le titre à domicile, le format des finales étant désormais de 2-3-2. Les Lakers s'imposent au Forum d'Inglewood sur le score de 136 à 111, Bird étant réduit à un 17 sur 42 aux tirs. De plus, il ne réussit aucun panier lors des dix-huit dernières minutes du match. Lors du match suivant, les Celtics s'assurent la possibilité de disputer le ou les matchs décisifs sur leur parquet en s'imposant 107 à 105 : Bird inscrit dix points consécutifs qui permettent à son équipe de prendre la tête en passant de 85 à 92 à 95 à 94 avec 6 minutes 14 à jouer. Il réussit ensuite une interception pour inscrire deux nouveaux points avant que son coéquipier Dennis Johnson réussisse un tir à la sonnerie pour remporter le match. Après une victoire 120 à 111 lors du cinquième match, les Lakers s'imposent lors du match 6 à Boston sur le score de 111 à 100. Sur la finale, les statistiques de Bird sont de 23,8 points, 8,8 rebonds, 5,0 passes, 1,8 interception en 40 minutes 7 secondes. Les inquiétudes de son entraîneur au début de cette finale — un tir affecté par son problème de coude, un doigt coincé dans la main droite et une cheville endolorie — se voient confirmées par un pourcentage de réussite de 44,91 % contre 52,15 % en saison régulière, bien que Bird déclare alors que sa blessure ne le gène pas.

##### Troisième titre

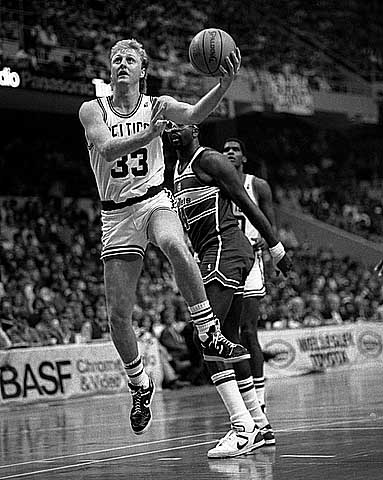
Larry Bird tentant un lay-up.

L'équipe des Celtics de la saison 1985-1986 est considérée comme l'une des meilleures équipes de l'histoire : elle termine avec un bilan de 67 victoires pour 15 défaites. À domicile, le bilan des Celtics est de 40 victoires et une défaite, ce qui constitue toujours, après la saison 2010-2011, le meilleur bilan d'une franchise à domicile. Les Celtics ont réalisé une opération d'abord tenue comme risquée par les spécialistes en recrutant Bill Walton, l'ancien MVP de la saison 1978 et des finales 1977 : celui-ci vient de réaliser plusieurs saisons en demi-teinte. Walton répond aux attentes en jouant le rôle de doublure de Kevin McHale et Robert Parish : il dispute 80 matchs de saison régulière, son plus grand nombre depuis son arrivée dans la ligue, et obtient le titre de sixième homme de la saison (NBA Sixth Man of the Year). Bird présente d'excellentes statistiques avec 25,8 points (quatrième de la ligue), 9,8 rebonds (septième), 6,4 passes (quatorzième) et 2,0 interceptions (neuvième). Il est le joueur possédant le meilleur pourcentage aux lancer-francs avec une moyenne de 89,6. Avec 42,3 %, il présente aussi le quatrième meilleur pourcentage au tir à trois points. Il est également le premier joueur de l'histoire à terminer avec une moyenne supérieure à 50 % (52,5 %) aux tirs et à 90 % aux lancers francs (91 %). Il est désigné MVP, devançant Dominique Wilkins. Il devient le troisième joueur, après Bill Russell de 1961 à 1963 et Wilt Chamberlain de 1966 à 1968, à remporter ce trophée trois années consécutives.
Pour son premier tour de playoffs, la franchise de Boston affronte les Bulls de Chicago. Michael Jordan, qui n'a disputé que 18 rencontres de saison régulière en raison d'une blessure, réalise la meilleure performance à la marque de l'histoire de la NBA pour un match de playoffs : il inscrit 63 points lors du deuxième match de la série mais n'empêche pas son équipe de perdre en double prolongation 135 à 131. Auparavant, il avait inscrit 49 points lors du premier match. Larry Bird déclare à propos de ce deuxième match : « Il est le joueur le plus incroyable et spectaculaire à l’heure actuelle. Je pense que c'était juste Dieu déguisé en Michael Jordan,. » Après avoir remporté la série sur le score de trois à zéro, les Celtics affrontent lors du tour suivant les Hawks de Dominique Wilkins. Les joueurs de Mike Fratello, désigné entraîneur de l'année, s'inclinent en cinq manches, dont un 132 à 99 lors de la dernière rencontre. Après avoir infligé un sweep aux Bucks en finale de conférence, les Celtics disputent une nouvelle finale NBA. Ils sont opposés aux Rockets de Houston de Hakeem Olajuwon et Ralph Sampson qui s'imposent quatre à un face aux Lakers. Après deux victoires des Celtics à domicile – 21 points, 8 rebonds, 13 passes et 4 interceptions, puis 31 points, 8 rebonds, 7 passes de Bird – les Rockets parviennent à remporter la troisième manche 106 à 104 malgré un triple double de Bird auteur de 28 points, 15 rebonds et 11 passes. Après une victoire des Celtics 106 à 103 lors du match suivant, les Rockets s'imposent 111 à 96 lors de la cinquième manche qui voit Ralph Sampson se faire expulser après deux fautes agressives. De retour au Boston Garden, les Celtics s'imposent 114 à 97 avec un nouveau triple double de Larry Bird : 29 points, 11 rebonds et 12 passes. Bird remporte son troisième titre NBA et son second titre de meilleur joueur des finales avec des moyennes très proche d'un triple double sur la série : 24,0 points, 9,7 rebonds et 9,5 passes. Ses statistiques sur les matchs de playoffs sont de 25,9 points, 9,3 rebonds, 8,2 passes en 42 minutes 8 secondes.

##### 1987: nouvelle revanche des Lakers
La saison suivante ne débute pas sous les meilleurs auspices : Len Bias, la star annoncée, est victime d'une overdose de cocaïne. Une autopsie révèle qu'il a 6,5 mg de cocaïne par litre de sang. Il décède le 19 juin 1986, moins de 48 heures après sa draft après avoir été retenu au deuxième rang par les Celtics, ceux-ci détenant cette seconde position grâce à un échange effectué deux ans auparavant. Walton ne dispute que dix rencontres de la saison régulière et Scott Wedman est blessé sur l'ensemble de la saison. En mars Kevin McHale se casse un os du pied droit (l'os naviculaire) mais, malgré l'avis des médecins qui lui disent que cela peut nuire à la poursuite de sa carrière, il termine la saison sans se faire opérer. Les joueurs majeurs sont donc plus utilisés que ce qu'aurait désiré leur entraîneur. Les Celtics terminent de nouveau avec le meilleur bilan de la conférence, mais sont devancés par les Lakers qui réalisent une saison avec 65 victoires et 17 défaites. Bird prend la troisième place des votes déterminant le MVP de la saison, titre attribué à Magic Johnson devant Michael Jordan, Kevin McHale prenant pour sa part la quatrième place. Bird figure de nouveau dans le meilleur cinq de la ligue : il termine quatrième marqueur avec 28,1 points, avec un pourcentage de 52,5 et le meilleur pourcentage aux lancers francs avec 91 %. Ses autres statistiques sont de 9,2 rebonds, 7,6 passes, 1,8 interception.
Comme la saison précédente, les Celtics infligent un sweep aux Bulls lors du premier tour. Opposés ensuite aux Bucks, les Celtics doivent attendre la septième manche pour se qualifier. En finale les Celtics affrontent les Bad boys de Détroit. Boston remporte les deux premières rencontres à domicile, 104 à 91 puis 110 à 101. Lors du troisième match de cette finale de conférence, au début de la dernière période, Bird reçoit une passe sous le panier et s'apprête à marquer lorsque Bill Laimbeer lui retombe dessus en tentant de le contrer et le jette à terre. Les deux hommes s'affrontent au sol puis une fois séparés, Bird jette le ballon sur Laimbeer. Les deux hommes sont expulsés du terrain. Les Pistons s'imposent finalement sur le score de 122 à 104. Ils égalisent ensuite en remportant la quatrième rencontre sur le score de 145 à 119. De retour à Boston, les Celtics sont proches de la défaite : Détroit mène d'un point à quelques secondes du terme et doit remettre en jeu depuis le côté droit du terrain, dans son propre camp. Isiah Thomas tente de transmettre la balle à son pivot Bill Laimbeer qui se trouve dans la raquette lorsque, anticipant la passe, Bird surgit, s'empare de la balle, se retourne et transmet le ballon à Dennis Johnson qui inscrit le panier de la victoire par un double-pas. Bird inscrit également 36 points, capte 12 rebonds et délivre 9 passes lors de cette rencontre.
Les Celtics retrouvent en finale les Lakers. Ceux-ci, qui ont cette fois l'avantage du terrain, s'imposent 126 à 113 lors du premier match malgré 32 points et 7 rebonds de Bird, Magic Johnson réalisant pour sa part 29 points, 13 passes, et 8 rebonds. Celui-ci inscrit 22 points et réalise 20 passes lors du match suivant qui voit les Lakers s'imposer 141 à 122, Bird inscrivant 23 points. Le match 3, disputé au Boston Garden, voit Bird inscrire 30 points, capter 12 rebonds dans une victoire 109 à 103. Bird déclare alors : « Ce match 3 était le plus important de la série pour nous. Si nous avions perdu, cela aurait pu se terminer au match 4. Maintenant, cela va devenir facile. »,. Cependant, le résultat n'est pas celui attendu et les Lakers s'imposent 107 à 106 : après avoir mené toute la rencontre, les Celtics voient les Lakers remonter un écart de huit points dans les trois dernières minutes trente pour passer en tête d'un point. Bird inscrit alors un tir à trois points depuis le côté gauche qui donne deux points d'avance à douze secondes de la fin. Sur l'action suivante, Kareem Abdul-Jabbar obtient deux lancers francs et la possibilité d'égaliser. Il inscrit le premier mais manque le second la balle échouant dans les mains de McHale qui perd finalement celle-ci aux profits des Lakers. Magic prend la balle depuis le côté gauche, puis dribble vers la tête de raquette où il déclenche un tir en bras roulé qui passe au-dessus d'un mur composé de Bird, McHale et Parish : les Lakers reprennent l'avantage avec deux secondes à jouer. Bird manque le panier qui aurait donné la victoire à son équipe à la dernière seconde. Lors du cinquième match, les Celtics répondent à la volonté de leur joueur vedette qui leur demande avant la rencontre de : « S'ils veulent faire la fête, ne les laissons pas le faire sur le parquet » ; ils s'imposent sur le score de 106 à 93 avant de retourner pour disputer une sixième rencontre et une éventuelle manche décisive. Bien que menant de cinq points à la mi-temps, 56 à 51, Bird étant alors à 3 sur 8 aux tirs, les Celtics subissent un 30 à 12 dans le troisième quart temps qui place les Lakers en tête. Ils terminent la partie sur le score de 106 à 93, Bird terminant la partie avec 16 points. Magic Johnson obtient le titre de MVP des finales après le titre de MVP de la saison. Les statistiques de Bird sur l'ensemble des playoffs sont de 27,0 points, 10,0 rebonds et 7,2 passes en 44 minutes 1. Ce temps de jeu fait de lui le joueur le plus utilisé des playoffs. Avec 622 points au total, il est en tête du classement, mais troisième à la moyenne. Il est également le joueur possédant le plus grand nombre de rebonds, de tirs réussis et tentés, tout comme pour les lancers francs.

#### Les dernières années

##### 1988: revanche des Pistons
Larry Bird entame la saison suivante avec le titre de meilleur joueur de la première semaine de compétition. Les Celtics doivent faire face à l'absence durant le premier mois de Kevin McHale, opéré durant l'été. Bird marque 40 points ou plus à onze reprises, son meilleur score étant de 49 points, performance réalisée à deux reprises. Parmi ses rencontres à plus de 40 points, il inscrit 42 points, capte 20 rebonds – meilleure performance dans cette statistique – et délivre 5 passes lors d'une victoire 120 à 106 face aux Pacers de l'Indiana. Ses statistiques sur la saison régulière sont de 29,9 points – sa meilleure moyenne en carrière, troisième de la ligue derrière Michael Jordan et Dominique Wilkins — 9,3 rebonds — treizième de NBA, 6,3 passes, 1,6 interception – seizième. Les Celtics terminent une nouvelle fois avec le meilleur bilan de la conférence est avec 57 victoires pour 25 défaites, mais, comme la saison précédente, ils sont devancés par les Lakers qui terminent avec un bilan de 62-20.
Boston commence les playoffs par une victoire trois à un face aux Knicks de New York puis affronte les Hawks en demi-finale de conférence. Cette série se termine par une victoire quatre à trois des Celtics. Lors de celle-ci, les Hawks ont l'occasion d'éliminer les Celtics lors de la sixième manche après avoir remporté le match précédent à Boston. Mais, portés par Bird, les Celtics l'emportent 102 à 100 et obtiennent le droit de disputer le match 7 à domicile. Lors de celui-ci, Wilkins domine les trois premiers quart-temps avec 31 points contre 14 points, 6 sur 14, pour Bird. En début de dernière période, celui-ci inscrit neuf points en 1 minute 58. Les deux joueurs marquent panier sur panier, pour porter le score à 103 partout. Bird inscrit encore un panier à trois points qui donne sept points d'avance à son équipe qui l'emporte 118 à 116. Bird inscrit finalement 34 points avec 15 sur 24, dont 20 points dans les dix dernières minutes avec un 9 sur 10 — contre 47 points, à 19 sur 23 de Wilkins.
Après deux éliminations en playoffs en trois ans face aux Celtics, les Pistons s'imposent en finale de conférence sur le score de quatre à deux. Ils s'imposent à deux reprises sur le parquet du Boston Garden, lors du premier et du cinquième match. Bird, en raison de la défense de ses adversaires, est limité à dix points par rencontre avec un taux de réussite de 35,1 %.

##### Les blessures
Larry Bird commence la saison 1988-1989, mais, après six rencontres, il doit se faire opérer une excroissance osseuse aux deux talons. Cette opération et sa rééducation le tiennent éloigné des parquets pour le reste de la saison : sa moyenne de points est la plus faible depuis son arrivée en NBA avec 19,3. Il capte 6,2 rebonds et délivre 4,8 passes. Les Celtics, huitième de la conférence Est avec un bilan de 42 victoires pour 40 défaites, se font éliminer au premier tour des playoffs par les Pistons de Détroit sur le score de trois à zéro. Lors de son retour la saison suivante, il dispute 75 rencontres de phase régulière et présente des statistiques de 24,3 points, 9,5 rebonds et 7,5 passes. Il occupe de nouveau le premier rang de la ligue pour le pourcentage aux lancer-francs avec 93,0 %. Son temps de jeu est de nouveau important, 39 minutes 3 soit le deuxième joueur le plus utilisé de la ligue derrière Rodney McCray des Kings de Sacramento. Avec un bilan de 52 victoires, 30 défaites, les Celtics terminent au quatrième rang de la conférence Est et au deuxième rang de la division Atlantique. Ils affrontent les Knicks de New York au premier tour de playoffs et remportent les deux premiers matchs de la série, 116 à 105 puis 157 à 128. Mais les joueurs de New York égalisent après deux victoires 102 à 99 et 135 à 108, Patrick Ewing réalisant 44 points, 13 rebonds, 7 interceptions, 3 passes et 2 contres dans ce match, Bird inscrivant 21 points. Les Knicks, qui restent sur une série de 26 défaites consécutives au Boston Garden, s'imposent finalement sur le score de 121 à 114 avec à nouveau une grosse performance d'Ewing qui réalise 31 points, 8 rebonds et 10 passes. Les Knicks sont la troisième équipe NBA à remporter une série disputée en cinq manches après avoir été mené par deux à zéro,. Les moyennes de Bird sur cette série sont de 24,4 points, 9,2 rebonds, 8,8 passes en 41 minutes 4.
Cette défaite a pour conséquence le remplacement de Jimmy Rodgers, qui avait pris la succession de K.C. Jones en 1988, par son assistant Chris Ford. La saison 1990-1991 de Bird est de nouveau perturbée par des blessures, principalement par des problèmes de dos : il a une racine nerveuse comprimée ; il est ainsi privé de 22 rencontres. Ses moyennes sur la saison régulière sont de 19,4 points, 8,5 rebonds, 7,2 passes et 1,8 interception. Malgré cette absence et celle de Kevin McHale durant 14 rencontres pour des problèmes de hanche, les Celtics terminent en tête de leur division et au deuxième rang de la conférence. Ils affrontent au premier tour les Pacers de l'Indiana. Bird, malgré ses problèmes de dos – lorsqu'il n'est pas sur le parquet, il reste allongé au bout du banc – inscrit 21, 18, 15 et 18 points lors des quatre premiers matchs de la série. Il ajoute également un total de 33 rebonds et 36 passes. Les Celtics remportent la dernière manche sur le score de 124 à 121. Larry Bird, qui passe la nuit précédente à l'hôpital pour ses problèmes de dos, surprend une première fois en étant présent sur le parquet pour le match décisif. Il commence la rencontre mais, au cours de la première mi-temps, sa tête heurte violemment le parquet et il est victime d'une commotion cérébrale. Il rejoint les vestiaires et personne ne pense le revoir de la rencontre mais il fait tout de même son retour sur le parquet au cours de la troisième période. Il devient alors le facteur clé du retour des Celtics sur Indiana puis de la victoire de son équipe : il réalise 32 points, capte 9 rebonds, délivre 7 passes. Il manque la première rencontre du tour suivant opposant les Celtics aux Pistons : lors de cette série, il est limité à 13,4 points, 6 rebonds et 4,4 passes alors que les Pistons l'emportent quatre à deux.
Bird se fait opérer durant l'été 1991 : il se fait retirer des éclats d'os dans ses deux talons. Il est de retour au sein de l'effectif des Celtics pour le début de la saison 1991-1992 dont il dispute pratiquement la totalité des rencontres, 29 sur 30, jusqu'aux premiers jours de janvier. Il connait une période où il ne dispute pas de rencontres en raison d'une blessure occasionnée lors d'une chute lors d'un entraînement. Il est absent les mois de janvier et février et fait son retour le 1er mars. Le 15 du même mois, il réalise sa meilleure performance aux points de la saison avec 49 points, à 19 sur 35 et également 14 rebonds et 12 passes dans une victoire en double prolongation 152 à 148 contre Portland. C'est le deuxième triple double de sa carrière avec au moins 40 points, le premier datant de décembre 1989 : 40 points, 11 rebonds, 10 passes contre Seattle. Il manque également les derniers matchs de la saison régulière, totalisant 45 matchs et présentant des statistiques de 20,2 points, 9,6 rebonds, 6,8 passes, 0,9 interception en 36 minutes 9. Il ne dispute pas le premier tour des playoffs, tour où les Celtics s'imposent sur un sweep trois à zéro face aux Pacers de l'Indiana. Il est encore absent pour les trois premiers matchs de la demi-finale de conférence face aux Cavaliers de Cleveland. Il dispute les quatre dernières rencontres. Pour son retour, il obtient 4 points, 2 rebonds et 3 passes en 17 minutes. Il réalise sa meilleure performance avec un double-double, 16 points, 14 passes lors de la victoire 122 à 91 dans le match 6. Toutefois, les Celtics s'inclinent 122 à 104 lors de rencontre décisive le 17 mai 1992.

##### LaDream Team
La saison de Bird n'est toutefois pas terminée : la Fédération internationale de basket-ball amateur (FIBA) vient en 1989 d'autoriser les joueurs NBA à disputer les Jeux olympiques. USA Basketball, la fédération américaine de basket-ball, décide, afin de redorer le blason des couleurs américaines après la troisième place des Jeux olympiques de Séoul, d'aligner la meilleure sélection possible pour les Jeux olympiques de Barcelone. La liste des joueurs formant cette formation est annoncée en septembre 1991 : les dix premiers joueurs de cette équipe, désignée sous le nom Dream Team, sont Michael Jordan et Scottie Pippen des Bulls de Chicago, Karl Malone et John Stockton du Jazz de l'Utah, Charles Barkley des Sixers de Philadelphie, Magic Johnson des Lakers de Los Angeles, Larry Bird des Celtics de Boston, Patrick Ewing des Knicks de New York, Chris Mullin des Warriors de Golden State et David Robinson des Spurs de San Antonio. Bird accueille cette nomination avec un grand plaisir, déclarant : « Après avoir joué de si nombreuses années contre Magic, c'est fantastique, alors que ma carrière est sur la fin, d'avoir l'opportunité de pouvoir jouer ensemble et avec tous ces grands joueurs »,. La sélection américaine joue tout d'abord le tournoi des Amériques où ils disputent six matchs. Bird participe seulement à deux des six rencontres, en raison de douleurs dorsales, pour des moyennes de 9,5 points, 3,5 rebonds et 1,0 passe. Lors des Jeux olympiques, l'équipe américaine gagne tous ses matchs, avec un écart moyen de 43,8 points, l'entraîneur Chuck Daly des Pistons de Détroit se permettant même le luxe de ne prendre aucun temps mort sur l'ensemble de la compétition. Bird, qui partage le capitanat de l'équipe avec Magic Johnson, joue les huit matchs mais n'entre sur le terrain dès le début que pour trois matchs (seul Michael Jordan entame les huit matchs) et termine avec des statistiques de 8,4 points, 3,8 rebonds, 1,7 passe et 1,7 interception.

### Carrière d'entraîneur et de dirigeant
À l'issue de sa carrière, il est désigné assistant spécial de Dave Gavitt, le directeur général, puis du propriétaire des Celtics Paul Gaston lorsque celui-ci prend la succession de son père Don Gaston en 1993. C'est dans le cadre de ces activités qu'il entre en contact avec les dirigeants des Pacers de l'Indiana : Gaston lui a demandé de désigner trois choix potentiels comme futur entraîneur des Celtics. Parmi ceux-ci, l'entraîneur actuel des Pacers, Larry Brown. C'est finalement Rick Pitino, l'entraîneur des Wildcats du Kentucky, autre choix de Bird, qui est finalement choisi. Celui-ci ne désire pas subir la présence de Larry Bird dans l'effectif des Celtics s'il prend la direction de l'équipe. Larry Bird, qui pense qu'il n'aura jamais un réel rôle décisionnel au sein des Celtics, décide de partir.
Les propriétaires des Pacers proposent le poste d'entraîneur à Bird. Celui-ci a ainsi la possibilité d'entraîner un club NBA. Ce club a l'avantage d'être proche de sa ville de French Lick et peut permettre à sa mère Georgia, qui a la crainte de voyager en avion, de venir assister à ses matchs.
Après cinq défaites lors des sept premières rencontres, puis neuf victoires lors des dix rencontres suivantes, les Pacers obtiennent le meilleur bilan de leur histoire en NBA avec 58 victoires et 24 défaites. Les Pacers progressent ainsi d'un bilan de 39-43, soit une amélioration de 19 victoires. L'équipe, qui repose sur les joueurs All-Star Rik Smits et Reggie Miller, reçoit en début de saison le renfort de Chris Mullin, qui malgré ses 35 ans, apporte encore 11,3 points, 3,0 rebonds et 2,3 passes. Avec ses résultats, Larry Bird est désigné entraîneur de l'année, NBA Coach of the Year. Il devient ainsi le premier et l'unique entraîneur, à l'issue de la saison 2010-2011, à obtenir ce titre après avoir remporté le titre de MVP en tant que joueur. Il est également le second joueur à cumuler les titres d'entraîneur de l'année et de débutant de l'année (rookie of the year). Plus tôt dans la saison, en février, il dirige l'équipe de l'Est lors du NBA All-Star Game et ce bien qu'il ait préalablement déclaré qu'il ne s'y rendrait pas, ayant prévu depuis le début de la saison de profiter de ce week-end pour rejoindre la Floride. Son équipe l'emporte sur le score de 135 à 114, Michael Jordan recevant pour sa part le titre de MVP de la rencontre.
Les Pacers éliminent les Cavaliers de Cleveland en quatre manches puis les Knicks de New York sur le score de quatre à un en demi-finale de conférence. Ils sont alors opposés aux Bulls de Chicago, double tenants du titre. Cette série se termine lors de la septième manche disputée au United Center de Chicago. Les Pacers remportent les trois matchs disputés à domicile, 107 à 105 lors du match 3 avec 13 des 28 points de Miller inscrit dans le dernier quart temps, puis 96 à 94 grâce à un panier à trois points de Miller à 0,7 seconde du terme, et 92 à 89 lors de sa sixième rencontre. Après une victoire 88 à 83 lors du septième match, les Bulls remportent ensuite le sixième titre de l'histoire de la franchise en s'imposant quatre à deux face au Jazz de l'Utah.
Pour sa deuxième saison à la tête des Pacers, en 1998-1999, il conduit son équipe à un deuxième titre de la division Centrale consécutif avec un bilan de 33 victoires, 17 défaites dans une saison perturbée par un lockout, une grève patronale, imposée par les propriétaires des franchises. Les Pacers remportent leurs deux premières séries de playoffs sans concéder la moindre défaite, face aux Bucks de Milwaukee puis aux Sixers de Philadelphie mais s'inclinent ensuite en finale de conférence face aux Knicks de New York sur le score de quatre à deux.
Pour la troisième saison de Larry Bird, les Pacers terminent de nouveau en tête de la division Centrale, et avec le meilleur bilan de la conférence Est avec 56 victoires et 26 défaites. Ils s'imposent trois à deux face à Milwaukee puis quatre à deux face à Philadelphie avant de retrouver New York en finale de conférence. Celle-ci se termine au bénéfice des Pacers qui s'imposent quatre à un et obtiennent le droit de défier les Lakers en finale NBA. Les Pacers, qui disputent la première finale NBA de l'histoire de la franchise, s'inclinent face aux joueurs de Phil Jackson sur le score de quatre à deux. Son contrat de trois ans arrive à terme, et malgré les sollicitions pour renouveler son contrat, Larry Bird décide de mettre un terme à son expérience en tant qu'entraîneur. Il quitte en même temps la franchise des Pacers.
En 2003, il revient sur sa décision et devient président des opérations basket-ball des Pacers. L'une de ses premières décisions est de remplacer Isiah Thomas, qui lui avait succédé au poste d’entraîneur, par Rick Carlisle. Depuis son retour, la franchise dispute les playoffs lors des trois premières saisons de Carlisle, avec comme meilleur résultat une finale de conférence en 2004 face aux Pistons de Détroit, puis, après quatre saisons sans présence en playoffs, ils s'inclinent en 2010-2011 lors du premier tour face aux Bulls de Chicago. En 2011-2012, sa franchise termine la saison régulière en troisième position de la Conférence Est. Il est désigné NBA Executive of the Year, ce qui fait de lui la première et seule personne à avoir remporté les trois titres majeurs dans les carrières de joueur, entraîneur et dirigeant : NBA Most Valuable Player, Coach of the Year et enfin dirigeant de l'année. Bird est remplacé par Donnie Walsh en juin 2012 avant de revenir en fonction un an plus tard. Il se sépare de l'entraîneur Frank Vogel à l'été 2016, et recrute Jeff Teague et Thaddeus Young. Le printemps suivant, il démissionne de nouveau de son poste de président.

### Vie privée
Peu après le décès de son père en février 1975 et de son grand-père Claude le 24 septembre 1975, Larry épouse le 2 novembre 1975 son amour d'enfance, Janet Condra. Ils divorcent, moins d'un an après le 31 octobre 1976. Mais pendant la période de réconciliation (qui n'aboutira pas) naît le 14 août 1977 leur fille, prénommée Corrie, avec qui Bird aura peu de contacts par la suite.
Larry Bird se remarie le 31 octobre 1989 avec une amie de longue date, Dinah Mattingly, à Terre Haute dans l'Indiana (tous deux portaient des jeans délavés pour une cérémonie qui a duré cinq minutes). Ils adoptent deux enfants, Connor et Mariah. Une rumeur fait de lui le beau-frère de Don Mattingly (superstar en baseball des Yankees de New York), alors que ce dernier n'a pas de sœur,.

## Palmarès, records et récompenses
Larry Bird reçoit de nombreuses distinctions lors de sa carrière universitaire : il reçoit ses premières distinctions individuelles en étant désigné All-American honorable mention par l'Associated Press dès sa première saison. Lors de sa dernière année, il accumule les récompenses : il reçoit le Trophée Oscar Robertson, le Naismith College Player of the Year, le trophée Wooden (Wooden Award) et le trophée Adolph Rupp, soit les récompenses les plus importantes du basket-ball universitaire américain. Il reçoit également les titres de AP Player of the Year, décerné par l'Associated Press, USBWA Player of the Year, UPI Player of the Year décerné par United Press International, Sporting News Player of the Year décerné par Sporting News, Helms Foundation Player of the Year (pour sa dernière édition), NABC Player of the Year.
Il est désigné All-American en 1978 et 1979 : par l'Amateur Athletic Foundation of Los Angeles, l'Associated Press, l'United States Basketball Writers Association et par le National Association of Basketball Coaches. Il est ainsi désigné dans la Consensus All-America First Team lors de ces deux saisons. Il est l'un des neuf joueurs de l'université à avoir évolué en NBA ou American Basketball Association (ABA). En avril 1979, l'ancien entraîneur de l'école Bob King annonce que le no 33 porté par Larry Bird ne sera désormais plus attribué chez les Sycamores : Bird devient le premier joueur à recevoir cet honneur dans cette université.

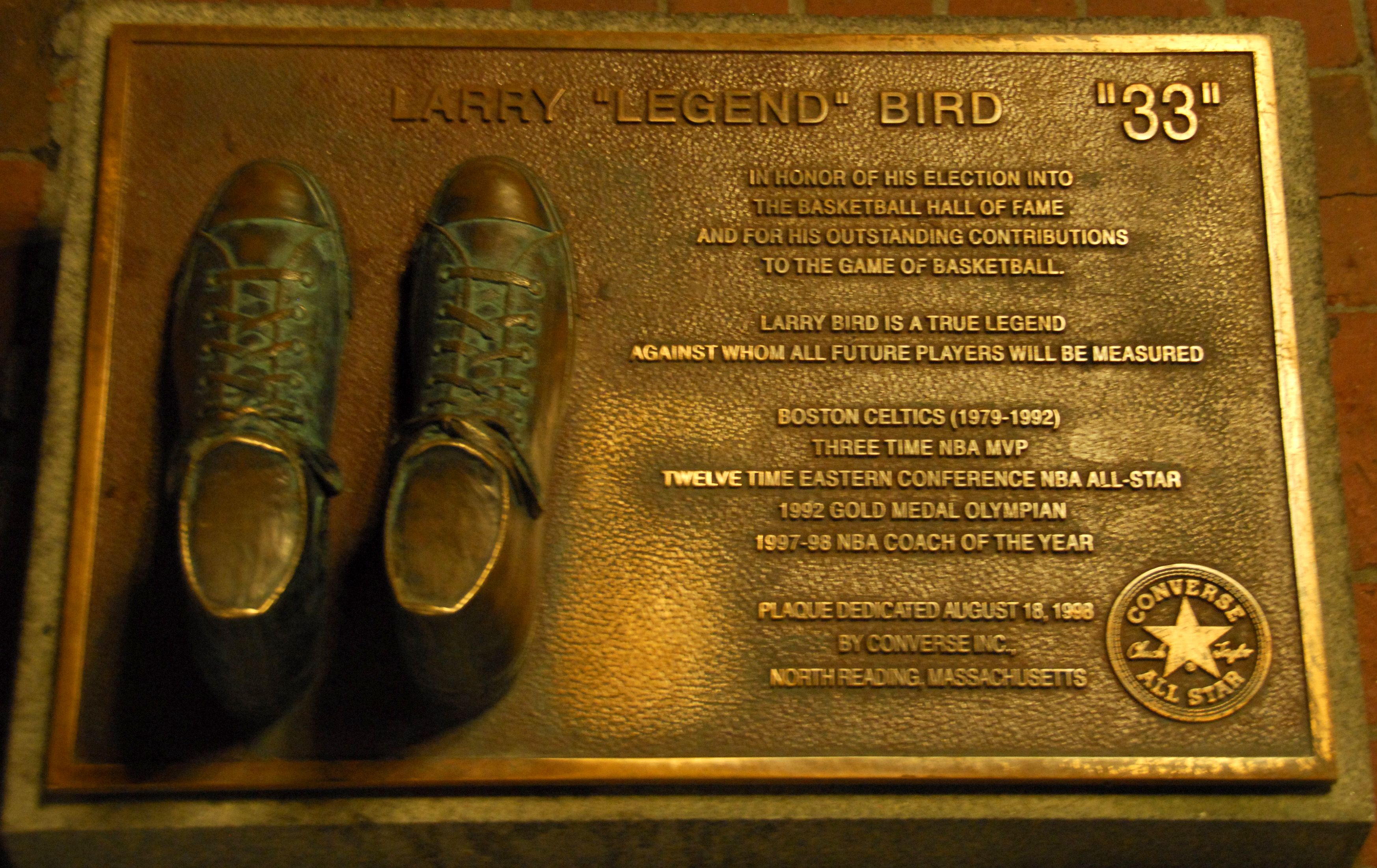
Plaque commémorative.

Larry Bird possède l'un des palmarès les plus complets pour un joueur de NBA. Il remporte trois titres de champion, en 1981, 1984 et 1986, disputant également deux autres finales, en 1985 et 1987. Il a également remporté un titre olympique, en 1992 à Barcelone avec la Dream Team.
Il est détenteur de la plupart des titres auxquels peut postuler un joueur de la ligue. Il est ainsi élu à trois reprises NBA Most Valuable Player – en 1984, 1985 et 1986 devenant également le troisième joueur, après Bill Russell et Wilt Chamberlain à obtenir ce titre de manière consécutive,. Il obtient également à deux reprises le titre de meilleur joueur des finales NBA (NBA Finals Most Valuable Player Award), en 1984 et 1986, cumulant ainsi lors de ces deux saisons les deux titres de MVP. Il figure à quatre reprises, en 1981, 1982, 1983, 1988 au deuxième rang dans les votes déterminant le MVP de la saison, puis termine troisième en 1987. Lors de sa première saison, il termine au quatrième rang des votes. Il est élu à neuf reprises dans le meilleur cinq de la ligue, de 1980 à 1988. Il est également élu dans le second cinq défensif, NBA All-Defensive Second team, à trois reprises en 1982, 1983 et 1984. Il remporte également le titre de débutant de l'année, NBA Rookie of the Year, en 1980.
Il est sélectionné à douze reprises pour le NBA All-Star Game, de 1980 à 1988 puis de 1990 à 1992 obtenant de surcroit le titre de meilleur joueur de l'édition de 1982. Toutefois, il doit déclarer forfait à deux reprises lors de cet événement, en 1991 où il est remplacé par le joueur des Sixers de Philadelphie Hersey Hawkins puis l'année suivante par Michael Adams des Bullets de Washington. Lors des All-Star Week-end, il remporte les trois premières éditions du concours de tirs à trois points, Three-point Shootout, de 1986 à 1988. Craig Hodges, le joueur des Bulls de Chicago, est le seul autre joueur à avoir remporté trois titres consécutifs. Ils sont également les deux seuls, après la saison 2010-2011, à posséder trois fois ce titre à leur palmarès.
Il obtient à sept reprises le titre de joueur NBA du mois, en février 1980, janvier 1982, novembre 1982, décembre 1984, mars 1985, février 1986 et mars 1986. Il est également récompensé à quatorze reprises du titre de joueur de la semaine dont quatre lors de la seule saison 1985-1986. Ces deux distinctions sont alors décernées pour l'ensemble de la ligue.
D'un point de vue statistique, il est durant sa carrière l'un des joueurs les plus utilisés par ses différents entraîneurs : il figure au premier rang de cette statistique en 1985 avec 39 minutes 5 secondes, et en 1987 avec 40 minutes 6 secondes. De 1981 à 1990, il termine toujours dans le Top 5 des joueurs les plus utilisés. Il est souvent la première option offensive de son équipe et termine dans le Top 10 du classement de la meilleure moyenne par saison à six reprises, terminant deuxième en 1984-1985 et troisième en 1987-1988. Ces classements sont dus à un excellent pourcentage de réussite à trois points, terminant dans le Top 10 de la ligue à sept reprises, dont une deuxième place en 1984-1985 et une troisième en 1979-1980. Le tir à trois points est une arme qu'il utilise beaucoup : il est le joueur ayant réussi le plus de tirs à 3 points en 1986 avec 82 — où il est également le joueur qui en a tenté le plus avec 194 — et en 1987 avec 90.
Il possède également un excellent pourcentage de réussite aux lancers francs, terminant quatre fois premier de la ligue en 1984, 1986, 1987 et 1990 et encore dixième en carrière après la saison 2010-2011. Il est le joueur avec la meilleure efficacité sur le terrain (Player Efficiency Rating) en 1985 (26,5) et en 1986 (25,6).
Ayant disputé l'ensemble de sa carrière avec les Celtics, il se trouve ainsi parmi les meilleurs joueurs de la franchise dans de nombreuses catégories statistiques : il est troisième au total de points avec 21 791, derrière John Havlicek et Paul Pierce qui le dépasse en février 2012, quatrième pour le nombre de rebonds avec 8 974 (devancé par Bill Russell, Robert Parish et Dave Cowens), troisième du classement des passeurs avec 5 695 passes (derrière Bob Cousy et John Havlicek) et premier des interceptions avec 1 556. Pour les moyennes par match, il est premier pour les points avec 24,3, quatrième avec 10,0 pour les rebonds, septième avec 6,3 pour les passes, deuxième avec 1,7 interception. Avec 38 minutes 4 secondes, il est le cinquième joueur le plus utilisé par rencontre.
Larry Bird reçoit également d'autres distinctions ou trophées qui ne sont pas décernés par la NBA. Il est ainsi désigné sportif de l'année par l'Associated Press en 1986, devenant le premier joueur de basket-ball à remporter ce trophée,. Le magazine américain SLAM le classe sixième joueur de tous les temps en 2003 puis neuvième en 2010. En 1996, dans le cadre du cinquantième anniversaire de la ligue américaine, la NBA le désigne parmi les cinquante grands joueurs de l'histoire de la NBA. Le 15 février 1993, les Celtics retirent son numéro 33, celui-ci rejoignant 17 autres numéros au plafond du Boston Garden. Il est également élu au Naismith Memorial Hall of Fame en 1998. La Dream Team de 1992, dont il est le cocapitaine avec Magic Johnson, est également élue au Hall of Fame en 2010,.

## Style de jeu et personnalité
Larry Bird est considéré comme le meilleur joueur blanc de l'histoire de la Ligue et le symbole de la fierté des Celtics. Malgré des qualités physiques très moyennes, son sens du placement a fait de lui un grand rebondeur avec une moyenne de 10 rebonds par match. Son excellente vision du jeu lui permet d'être un passeur prolifique. Son adresse et son habileté ballon en main font de lui un des meilleurs tireurs de l'histoire de la NBA, comme en témoignent ses victoires au concours à trois points lors du All-Star Game, ses premières places au pourcentage de lancers francs et ses moyennes générales au tir. Également bon intercepteur, il est un joueur complet. C'est un acharné de l'entraînement : il ne quitte pas la salle avant d'avoir réalisé une série de lancers francs réussis sans que le ballon ne touche le cercle. Larry Bird est quelqu'un de très impliqué dans la vie du groupe. Dès sa carrière universitaire, il regrette souvent que l'attention des médias se porte sur la personne et non sur l'équipe. Cette implication dans l'équipe et son sens de la loyauté sont une des raisons pour lesquelles il dispute une dernière saison avec les Sycamores : il s'estime toujours être redevable envers Bob King – et son assistant Bill Hodges – qui est en partie responsable du retour de Bird dans le basket-ball universitaire. Malgré son statut de redshirt en 1975-1976, il s’entraîne tous les jours et aide les joueurs de son équipe à s'améliorer. Durant sa carrière professionnelle, il a toujours prêté attention au personnel qui entoure l'équipe, des gardiens aux personnes passant la serpillère. Il est très présent envers ses supporters, même si ses relations avec les médias sont parfois compliquées : il ne communique jamais sur sa vie privée et les à-côtés du basket-ball.
Larry Bird est également connu pour être un grand trash talker : les épisodes les plus célèbres sont un tir trois points devant le banc des Pacers – Bird, une fois le ballon parti, se retourne aussitôt vers Chuck Person et dit : « Merry fucking Christmas. », celui-ci surnommé the rifleman, ou l'homme à la carabine, avait déclaré auparavant que « The Rifleman is Coming, and He's Going Bird Hunting. », « Le chasseur arrive, et il va aller à la chasse à l'oiseau ». Dans un autre match, face aux Supersonics de Seattle, il désigne un endroit à Xavier McDaniel, qui défend sur lui, d'où il dit qu'il prendra un tir et marquera juste devant lui. Tout comme il l'avait annoncé, Bird marque à l'endroit exact qu'il avait indiqué, ajoutant de surcroît qu'il ne pensait pas laisser encore deux secondes de jeu.

## Bird dans la culture populaire

### Rivalité Larry Bird-Magic Johnson sur le terrain
Depuis la finale NCAA de 1979, son duel avec Magic Johnson a rythmé la vie de la NBA et passionné l'Amérique pendant une décennie. D'un côté la Côte Ouest et le soleil de Los Angeles, de l'autre la grisaille de la Côte Est ; d'un côté le jeu flashy des Lakers, de l'autre le jeu appliqué des Celtics ; d'un côté le strass de la Californie, de l'autre le cul-terreux (Hoosier) de l'Indiana ; d'un côté le Noir athlétique, de l'autre le Blanc technicien. Il existait à la fois une rivalité sportive totale, mais aussi une grande amitié entre ces deux compétiteurs réunis dans l'unique Dream Team de 1992 où les deux seront nommés capitaines de l'équipe.
Cette rivalité débute dès l'université : le match de la finale du championnat 1979 est le match de basket-ball qui détient la plus grande audience sur l'échelle de Nielsen avec 24,1. Le basket-ball, et principalement la NBA, a alors perdu son aura auprès des Américains dans les années 1970. Les matchs ne sont plus télévisés, ou alors seulement en différé et tard le soir, et les matchs se déroulent alors dans des salles à moitié vides. Parmi les facteurs avancés pour expliquer ce fait, la présence presque exclusive des joueurs Afro-Américains qui ont succédé à une ligue entièrement blanche jusqu'à l'arrivée de Chuck Cooper, premier joueur noir drafté en NBA en 1950. La vie économique est également un facteur : après les années de reconstruction, la croissance ralentit et de nombreux emplois, particulièrement ceux dans le monde manufacturier, en sont victimes. De plus de nombreuses affaires de cocaïne entachent la réputation des joueurs.
L'arrivée d'un nouveau média, ESPN (Entertainment Sport Programming Network Incorporated), favorise le renouveau de l'intérêt des médias américains vers le basket-ball. Peu avant le Final Four de 1979, ESPN se met d'accord avec les dirigeants de la NCAA pour pouvoir retransmettre des matchs. Dans le même temps, CBS prolonge son contrat avec la NCAA pour la retransmission du tournoi final : six milliards de dollars sur onze ans, soit environ 545 millions de dollars par an. La rivalité entre Johnson et Bird accélère ce renouveau : durant les premières saisons suivant leur arrivée dans la ligue, les finales NBA sont toujours disputées par l'une au moins des franchises des deux joueurs : titre en 1980 pour les Lakers, titre en 1981 pour les Celtics, deuxième titre en 1982 pour Magic Johnson. En 1983, les Lakers échouent en finale, puis de nouveau en 1984 lors du premier affrontement des deux joueurs lors d'une finale NBA entre Magic Johnson et Bird. La saison suivante, les Lakers prennent leur revanche sur les Celtics, avant que ceux-ci remportent le troisième titre en cinq saisons en 1986. En 1987, pour la troisième fois en quatre ans, les Celtics et les Lakers sont à l'affiche de la finale, les Lakers remportant celle-ci. C'est la dernière finale de Larry Bird, Magic Johnson disputant encore trois finales : victoire en 1988, défaite en 1989 et 1991. Les deux joueurs déclarent après leur carrière que cette rivalité a eu un effet sur leur volonté à devenir meilleurs : chacun analysait les performances de son adversaire. Bird et Magic ont disputé 37 matchs de NBA l'un contre l'autre, les Lakers remportant 22 de ceux-ci.
Malgré leur rivalité, les deux hommes commencent à se rapprocher en 1984 lors d'une campagne publicitaire pour Converse où ils sont opposés sur un terrain en plein air à French Lick. En 2002, Bird se charge de faire la présentation officielle de Magic Johnson lors de l'intronisation de ce dernier au Basketball Hall of Fame.
Le 21 mars 2012 sort en première à Broadway au Longacre Theatre, une pièce de théâtre avec six acteurs nommée MagicBird où deux des plus grands noms du basket-ball professionnel et de la NBA, Magic Johnson et Larry Bird sont immortalisés par cette pièce.

« Je resterai toujours un enfant timide né dans une petite ville fermière du cœur de l'indiana. Earvin, lui a toujours été plein d'énergie, amusant. Vous savez, j'ai joué un match de All-star en université avant de l'affronter en finale. À l'époque vous pouviez déjà pas le manquer. Sur le parquet, il était toujours en train de sourire, de crier, de gérer le trafic sur le parquet »

— Larry Bird, Interview à l'Équipe rapporté dans le quotidien du 11 avril 2012.

### Image médiatique

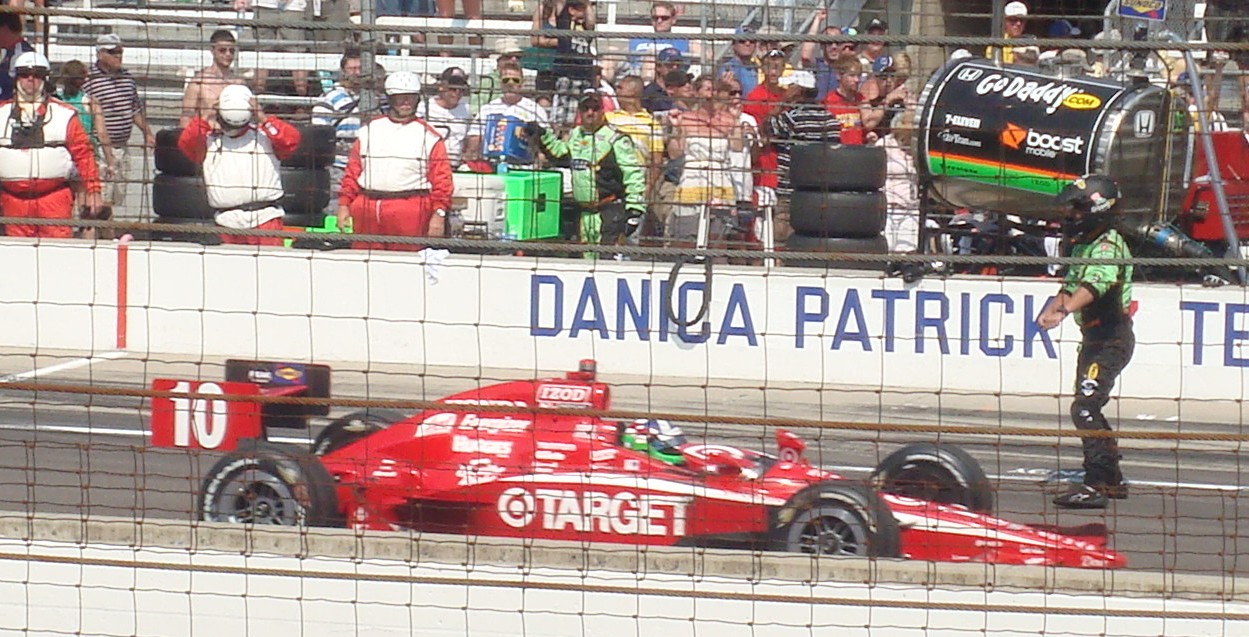
Dario Franchitti gagne ses seconds 500 miles d'Indianapolis.

Larry Bird apparaît dans de nombreuses autres campagnes publicitaires. L'une des plus célèbres, diffusée dans le cadre du Super Bowl XXVII de 1993, le voit opposé à Michael Jordan dans un concours de tir pour un repas au McDonald's. Après des tirs « classiques », les deux joueurs réussissent des tirs impossibles : depuis la ligne de fond opposée, puis depuis les tribunes, le plafond du gymnase et même depuis l'extérieur de celui-ci. En 2010, McDonald's reprend ce scénario en opposant LeBron James à Dwight Howard, les deux joueurs s'opposant par contre sur un concours de dunks et non de tirs. Bird apparaît à la fin du clip pour les applaudir, mais les deux joueurs se demandent qui il est.
Le 18 mars 2011 à Indianapolis, les deux sports les plus populaires d'Indiana, le basket-ball et la course automobile, se sont retrouvés lors d'une cérémonie spéciale pour la présentation du centième anniversaire des 500 miles d'Indianapolis. Larry Bird a présenté la bague de vainqueur des 500 miles d'Indianapolis 2010 à l'Écossais Dario Franchitti, triple champion de monde IndyCar.

#### Jeux vidéo
L'image de marque de Larry Bird a été utilisée pour plusieurs jeux vidéo.
En 1983, la société Electronic Arts sort le jeu One on One: Dr. J vs. Larry Bird, dans lequel le joueur peut prendre le rôle de Julius Erving ou Larry Bird dans une partie à un contre un, contre un autre joueur ou l'ordinateur. En 1988, la même société sort une nouvelle version intitulée Jordan vs. Bird: One on One où cette fois-ci Larry Bird est opposé au joueur des Bulls de Chicago : Michael Jordan, avec le rajout d'un concours de Slam dunk pour Michael Jordan et de tirs à trois points pour Larry Bird.
En 2011, Larry Bird est l'un des trois joueurs choisis, avec Magic Johnson et Michael Jordan, pour figurer sur l'une des trois couvertures du jeu vidéo NBA 2K12.

#### Multimédia
La mascotte de Twitter est un oiseau, nommé Larry en hommage à Larry Bird,. Le 1er octobre 2010, la startup slovène Outfit7 lance l'application iPhone Talking Larry the Bird,. La version française est disponible, depuis le 12 septembre 2011 sous le nom de Larry l'oiseau qui parle.

#### Eric James Torpy
La popularité de Larry Bird était si grande qu'en octobre 2005, un grand fan, Eric James Torpy, accusé « d'utilisation d'une arme dans le but de commettre un homicide et pour vol à main armée » et condamné à 30 ans de prison, demande à faire correspondre sa peine au numéro du maillot de Larry Bird, le no 33, en disant « c'est un honneur en tant que descendant d'Irlandais d'avoir une sentence qui représente l'un des plus grands joueurs des Celtics de Boston ». Sa requête est acceptée en accord avec le juge du Comté d'Oklahoma, Ray Elliot, et les avocats. Le juge déclare « Nous avons accepté sa demande et il fut très heureux » et il rajoute « je n'ai jamais rien vu de tel en 26 ans de carrière. Mais, je sais que le condamné est heureux à ce sujet »,. Lors des finales 2008, des fans des Celtics arboraient des pancartes avec inscrit en gros « Go Torpy Go ».

#### Le 33 et laLarry Legend Foundation
Après le maillot numéro 33 de Larry Bird, les 33 années de prison d'Eric James Torpy, le chiffre 33 à nouveau à l'honneur. En effet les étudiants de l'université de l'Indiana ont créé The Larry Legend Foundation dans le but d'ériger une statue honorant Larry Bird devant l'Indiana State’s Hulman Center dont l'inauguration est prévue en août 2012 soit 33 ans après la finale NCAA 1979,. L'objectif est de récolter 135 000 dollars pour une statue d'au moins 13 pieds de haut et avec l'argent supplémentaire de créer une bourse annuelle pour un étudiant de première année entrant à l'université.

### Filmographie
Larry Bird a participé à trois films où il incarne à chaque fois son propre personnage. Larry Bird fait sa première apparition au cinéma en 1994 dans Blue Chips de William Friedkin avec Nick Nolte et en particulier les basketteurs Shaquille O'Neal, Bob Cousy et Rick Pitino,.
Il joue ensuite dans le film Space Jam, sorti en 1996, avec entre autres trois autres joueurs de la Dream Team : Michael Jordan, Patrick Ewing et Charles Barkley,.
Il participe également à une autre comédie sorti en 1996, À la gloire des Celtics (Celtic Pride) où Bob Cousy fait aussi une apparition.

### Musique
En 2002, le groupe de rock indépendant Vermont sort sur son second album Calling Albany un titre intitulé Ballad of Larry Bird.
Le groupe Dispatch chante un titre Just Like Larry où Larry Bird est le héros local des Celtics de Boston.

## Statistiques
gras = ses meilleures performances

### Universitaires
Statistiques en université de Larry Bird
| Saison    | Équipe        | Matchs | Titul. | Min./m | % Tir | % LF | Rbds/m. | Pass/m. | Int/m. | Ctr/m. | Pts/m. |
| --------- | ------------- | ------ | ------ | ------ | ----- | ---- | ------- | ------- | ------ | ------ | ------ |
| 1976-1977 | Indiana State | 28     | —      | 36,9   | 54,4  | 84,0 | 13,3    | 4,4     | 2,8    | 1,0    | 32,8   |
| 1977-1978 | Indiana State | 32     | —      | —      | 52,4  | 79,3 | 11,5    | 3,9     | 2,4    | 0,9    | 30,0   |
| 1978-1979 | Indiana State | 34     | 34     | —      | 53,2  | 83,1 | 14,9    | 5,5     | 2,5    | 0,8    | 28,6   |
| Carrière  | Carrière      | 94     | 34     | 36,9   | 53,3  | 82,2 | 13,3    | 4,6     | 2,6    | 0,9    | 30,3   |

### Professionnelles

#### Saison régulière
Légende :
| Champion NBA | MVP de la saison | Recrue/rookie de la saison | Meilleur joueur de cette catégorie statistique de la saison |

gras = ses meilleures performances
Statistiques en saison régulière de Larry Bird
| Saison        | Équipe        | Matchs | Titul. | Min./m | % Tir | % 3pts | % LF | Rbds/m. | Pass/m. | Int/m. | Ctr/m. | Pts/m. |
| ------------- | ------------- | ------ | ------ | ------ | ----- | ------ | ---- | ------- | ------- | ------ | ------ | ------ |
| 1979-1980     | Boston        | 82     | 82     | 36,0   | 47,4  | 40,6   | 83,6 | 10,4    | 4,5     | 1,7    | 0,6    | 21,3   |
| 1980-1981     | Boston        | 82     | 82     | 39,5   | 47,8  | 27,0   | 86,3 | 10,9    | 5,5     | 2,0    | 0,8    | 21,2   |
| 1981-1982     | Boston        | 77     | 58     | 38,0   | 50,3  | 21,2   | 86,3 | 10,9    | 5,8     | 1,9    | 0,9    | 22,9   |
| 1982-1983     | Boston        | 79     | 79     | 37,7   | 50,4  | 28,6   | 84,0 | 11,0    | 5,8     | 1,9    | 0,9    | 23,6   |
| 1983-1984     | Boston        | 79     | 77     | 38,3   | 49,2  | 24,7   | 88,8 | 10,1    | 6,6     | 1,8    | 0,9    | 24,2   |
| 1984-1985     | Boston        | 80     | 77     | 39,5   | 52,2  | 42,7   | 88,2 | 10,5    | 6,6     | 1,6    | 1,2    | 28,7   |
| 1985-1986     | Boston        | 82     | 81     | 38,0   | 49,6  | 42,3   | 89,6 | 9,8     | 6,8     | 2,0    | 0,6    | 25,8   |
| 1986-1987     | Boston        | 74     | 73     | 40,6   | 52,5  | 40,0   | 91,0 | 9,2     | 7,6     | 1,8    | 0,9    | 28,1   |
| 1987-1988     | Boston        | 76     | 75     | 39,0   | 52,7  | 41,4   | 91,6 | 9,3     | 6,1     | 1,6    | 0,8    | 29,9   |
| 1988-1989     | Boston        | 6      | 6      | 31,5   | 47,1  | —      | 94,7 | 6,2     | 4,8     | 1,0    | 0,8    | 19,3   |
| 1989-1990     | Boston        | 75     | 75     | 39,3   | 47,3  | 33,3   | 93,0 | 9,5     | 7,5     | 1,4    | 0,8    | 24,3   |
| 1990-1991     | Boston        | 60     | 60     | 38,0   | 45,4  | 38,9   | 89,1 | 8,5     | 7,2     | 1,8    | 1,0    | 19,4   |
| 1991-1992     | Boston        | 45     | 45     | 36,9   | 46,6  | 40,6   | 92,6 | 9,6     | 6,8     | 0,9    | 0,7    | 20,2   |
| Carrière      | Carrière      | 897    | 870    | 38,4   | 49,6  | 37,6   | 88,6 | 10,0    | 6,3     | 1,7    | 0,8    | 24,3   |
| All-Star Game | All-Star Game | 10     | 9      | 28,7   | 42,3  | 23,1   | 84,4 | 7,9     | 4,1     | 2,3    | 0,3    | 13,4   |

#### Playoffs
Légende :
| Champion NBA | MVP des finales NBA | Meilleur joueur de cette catégorie statistique de la saison |

Statistiques en playoffs de Larry Bird
| Saison   | Équipe   | Matchs | Titul. | Min./m | % Tir | % 3pts | % LF | Rbds/m. | Pass/m. | Int/m. | Ctr/m. | Pts/m. |
| -------- | -------- | ------ | ------ | ------ | ----- | ------ | ---- | ------- | ------- | ------ | ------ | ------ |
| 1980     | Boston   | 9      | 9      | 41,3   | 46,9  | 26,7   | 88,0 | 11,2    | 4,7     | 1,6    | 0,9    | 21,3   |
| 1981     | Boston   | 17     | 17     | 44,1   | 47,0  | 37,5   | 89,4 | 14,0    | 6,0     | 2,3    | 1,0    | 21,9   |
| 1982     | Boston   | 12     | 12     | 40,8   | 42,7  | 16,7   | 82,2 | 12,5    | 5,6     | 1,9    | 1,4    | 17,8   |
| 1983     | Boston   | 6      | 6      | 40,0   | 42,2  | 25,0   | 82,8 | 12,5    | 6,8     | 2,2    | 0,5    | 20,5   |
| 1984     | Boston   | 23     | 23     | 41,8   | 52,4  | 41,2   | 87,9 | 11,0    | 5,9     | 2,3    | 1,2    | 27,5   |
| 1985     | Boston   | 20     | 20     | 40,8   | 46,1  | 28,0   | 89,0 | 9,1     | 5,8     | 1,7    | 1,0    | 26,0   |
| 1986     | Boston   | 18     | 18     | 42,8   | 51,7  | 41,1   | 92,7 | 9,3     | 8,2     | 2,1    | 0,6    | 25,9   |
| 1987     | Boston   | 23     | 23     | 44,1   | 47,6  | 34,1   | 91,2 | 10,0    | 7,2     | 1,2    | 0,8    | 27,0   |
| 1988     | Boston   | 17     | 17     | 44,9   | 45,0  | 37,5   | 89,4 | 8,8     | 6,8     | 2,1    | 0,8    | 24,5   |
| 1990     | Boston   | 5      | 5      | 41,4   | 44,4  | 26,3   | 90,6 | 9,2     | 8,8     | 1,0    | 1,0    | 24,4   |
| 1991     | Boston   | 10     | 10     | 39,6   | 40,8  | 14,3   | 86,3 | 7,2     | 6,5     | 1,3    | 0,3    | 17,1   |
| 1992     | Boston   | 4      | 2      | 26,8   | 50,0  | 0,0    | 75,0 | 4,5     | 5,3     | 0,3    | 0,5    | 11,3   |
| Carrière | Carrière | 164    | 162    | 42,0   | 47,2  | 32,1   | 89,0 | 10,3    | 6,5     | 1,8    | 0,9    | 23,8   |

### Comme entraîneur
| Équipe              | Année     | Saison Régulière | Saison Régulière | Saison Régulière | Saison Régulière      | Play-offs | Play-offs | Play-offs  | Play-offs                |
| Équipe              | Année     | Victoires        | Défaites         | % victoire       | Classement            | Victoires | Défaites  | % victoire | Résultat                 |
| ------------------- | --------- | ---------------- | ---------------- | ---------------- | --------------------- | --------- | --------- | ---------- | ------------------------ |
| Pacers de l'Indiana | 1997-1998 | 58               | 24               | 70,7 %           | 2e Division Centrale  | 10        | 6         | 62,5 %     | Finale de Conférence Est |
| Pacers de l'Indiana | 1998-1999 | 33               | 17               | 66,0 %           | 1re Division Centrale | 9         | 4         | 69,2 %     | Finale de Conférence Est |
| Pacers de l'Indiana | 1999-2000 | 56               | 26               | 68,3 %           | 1re Division Centrale | 13        | 10        | 56,5 %     | Finale de NBA            |
| Total               | Total     | 147              | 67               | 68,7 %           | -                     | 32        | 10        | 61,5 %     |                          |

### Records personnels
Sa meilleure performance sur un match, pour ce qui concerne la statistique des points marqués, est observée le 12 mars 1985 face aux Hawks d'Atlanta avec soixante points, à 22 sur 36 et 15 sur 16 aux lancers francs. Il inscrit cinquante points ou plus à quatre reprises et quarante points ou plus lors de quarante-sept rencontres. Pour ce qui concerne le total de rebonds, il réalise vingt-et-une prises lors de quatre rencontres. Son record pour la statistique du nombre de passes décisives est de dix-sept passes face aux Warriors de Golden State en 1984. Son record d'interceptions est de neuf. Cette performance est réalisée au terme du troisième quart-temps, les Celtics menant alors au score par 90 à 66. À ce moment, il a déjà réalisé un triple-double avec trente points, douze rebonds et dix passes. Bien qu'il ne soit qu'à une interception d'un quadruple-double, il ne revient ensuite plus sur le parquet, le sort de la partie étant établi. Il déclare ensuite : « J'ai déjà fait assez de dégâts »,.
Joueur complet, il réalise cinquante-neuf triple-double en saison régulière et dix en playoffs. Il réussit au moins un triple-double lors de chacune des saisons où il évolue en NBA, sauf lors de la saison 1988-1989 où, blessé, il ne dispute que six rencontres.
Bird réalise quarante points ou plus à cinq reprises dans une rencontre de playoffs, dont deux dans la série opposant les Celtics aux Pistons de Détroit en 1985, 42 puis 43 points, son meilleur total. Son record de rebonds est de 21, performance réalisée quatre fois. C'est lors de la série face aux Knicks de New-York en 1990 qu'il délivre le plus de passes avec 16. Il réalise 10 triple doubles, dont deux lors de la série des finales NBA de 1986 opposant les Celtics aux Rockets de Houston.
| Type statistique                    | Saison régulière  | Saison régulière                                                                | Saison régulière                                                | playoffs   | playoffs                                                            | playoffs                                        |
| Type statistique                    | Record            | Adversaire                                                                      | Date                                                            | Record     | Adversaire                                                          | Date                                            |
| ----------------------------------- | ----------------- | ------------------------------------------------------------------------------- | --------------------------------------------------------------- | ---------- | ------------------------------------------------------------------- | ----------------------------------------------- |
| Points en un match                  | 60                | @ Atlanta Hawks                                                                 | 12 mars 1985                                                    | 43         | Detroit Pistons                                                     | 8 mai 1985                                      |
| Points en une mi-temps              | 37                | @ Atlanta Hawks                                                                 | 12 mars 1985                                                    | 30         | Detroit Pistons                                                     | 30 avril 1985                                   |
| Points en un quart temps            | 24                | Indiana Pacers                                                                  | 30 mars 1983                                                    | 24         | Atlanta Hawks                                                       | 11 mai 1988                                     |
| Paniers marqués en un match         | 22                | @ Atlanta Hawks @ New York Knicks                                               | 12 mars 1985 12 avril 1987                                      | 17         | Detroit Pistons                                                     | 8 mai 1985                                      |
| Paniers marqués en une mi-temps     | 15                | @ Atlanta Hawks @ Washington Bullets                                            | 12 mars 1985 27 janvier 1988                                    |            |                                                                     |                                                 |
| Paniers marqués en un quart temps   | 10                | Indiana Pacers @ Washington Bullets                                             | 30 mars 1983 27 janvier 1988                                    | 10         | Atlanta Hawks                                                       | 11 mai 1988                                     |
| Paniers tentés en un match          | 36                | @ Atlanta Hawks Chicago Bulls                                                   | 12 mars 1985 31 mars 1991                                       | 33         | Detroit Pistons                                                     | 8 mai 1985                                      |
| Paniers tentés en une mi-temps      | 23                | @ Atlanta Hawks                                                                 | 12 mars 1985                                                    |            |                                                                     |                                                 |
| Lancers francs réussis (sans échec) |                   |                                                                                 |                                                                 | 14/14      | Milwaukee Bucks                                                     | 17 mai 1984                                     |
| Lancers francs réussis (1 échec)    | 16/17             | Milwaukee Bucks                                                                 | 12 avril 1985                                                   | 14/15      | Detroit Pistons                                                     | 30 avril 1985                                   |
| Lancers francs réussis              | 16                | Milwaukee Bucks                                                                 | 12 avril 1985                                                   | 14         | Milwaukee Bucks Detroit Pistons                                     | 17 mai 1984 30 avril 1985                       |
| Lancers francs tentés               |                   |                                                                                 |                                                                 |            |                                                                     |                                                 |
| Paniers à 3 points réussis          | 7                 | Dallas Mavericks Indiana Pacers                                                 | 3 avril 1988 4 mars 1991                                        | 5          | @ Milwaukee Bucks                                                   | 18 mai 1986                                     |
| Paniers à 3 points tentés           | 10                | Dallas Mavericks Philadelphia 76ers Indiana Pacers                              | 3 avril 1988 19 décembre 1990 4 mars 1991                       | 6          | Milwaukee Bucks @ Milwaukee Bucks                                   | 15 mai 1986 18 mai 1986                         |
| Rebonds                             | 21(ap) 21 21 (ap) | @ Philadelphia 76ers @ Los Angeles Lakers @ Denver Nuggets @ Washington Bullets | 1er novembre 1980 11 février 1981 29 décembre 1981 16 mars 1982 | 21 21 (ap) | @ Philadelphia 76ers Houston Rockets @ Los Angeles Lakers           | 23 avril 1980 5 mai 1981 7 mai 1981 6 juin 1984 |
| Rebonds offensifs                   |                   |                                                                                 |                                                                 |            |                                                                     |                                                 |
| Rebonds défensifs                   | 18                | @ Chicago Bulls Indiana Pacers                                                  | 13 décembre 1980 20 novembre 1991                               | 19         | @ Philadelphia 76ers                                                | 23 avril 1980                                   |
| Passes                              | 17                | @ Golden State Warriors                                                         | 16 février 1984                                                 | 16         | New York Knicks                                                     | 28 avril 1990                                   |
| Interceptions                       | 9                 | @ Utah Jazz                                                                     | 18 février 1985                                                 | 5          | Houston Rockets @ Houston Rockets @ New York Knicks Detroit Pistons | 7 mai 1981 9 mai 1981 4 mai 1988 1er juin 1988  |
| Contres                             |                   |                                                                                 |                                                                 |            |                                                                     |                                                 |
| Turnovers                           | 10                | @ New York Knicks                                                               | 17 novembre 1979                                                | 10         | Chicago Bulls                                                       | 7 avril 1981                                    |
| Minutes jouées                      |                   |                                                                                 |                                                                 | 56 (2ap)   | @ Milwaukee Bucks                                                   | 10 mai 1987                                     |

## Pour approfondir

### Ses œuvres
- (en) Larry Bird, Drive: The Story of My Life, Bantam USA, 31 décembre 1991, 304 p. (ISBN 978-0553287585)
- (en) Dan Saughnessy et Larry Bird, Seeing Red : The Red Auerbach Story, Adams Media Corp, octobre 1995, 202 p. (ISBN 978-1558505483)
- (en) Larry Bird et Jackie MacMullan, Bird Watching: On Playing and Coaching the Game I Love, Grand Central Publishing, 1er septembre 1999, 336 p. (ISBN 978-0446524643)
- (en) Larry Bird, Magic Johnson et Jackie MacMullan, When the Game Was Ours, HMH, novembre 2009, 340 p. (ISBN 978-0547225470)
- (en) Larry Bird et John Bischoff, Bird on Basketball : How-To Strategies from the Great Celtics Champion, Da Capo Press Inc (réimpr. 1er janvier 1988), 3e éd., 128 p. (ISBN 978-0201142099)